# Lunar Flying Vehicle (North American)
El vehículo volador lunar (Lunar Flying Vehicle) propuesto por la empresa North American Aviation para las misiones lunares del programa Apolo fue un vehículo propulsado por cohetes diseñado para ayudar a los astronautas a explorar la superficie lunar. Habría tenido capacidad para un astronautas y hasta 167 kg de carga, que habría podido llevar a una distancia de hasta entre 3,2 y 8,5 km a partir del módulo lunar a una velocidad máxima de 85 m/s. El diseño preliminar fue completado en agosto de 1969 y su uso se encuadraba en una fase del programa Apolo que nunca se llevó a cabo (Apollo Lunar Surface Rendezvous and Exploration Phase).
El vehículo tendría un diseño capaz para 30 vuelos, una vida de almacenamiento (sin combustible) de 90 días y una vida en espera (con combustible) de hasta tres días. El coste de combustible era de 136 kg por vuelo. Aunque se esperaba poder usar el combustible residual remanente en los tanques de la etapa de descenso del módulo lunar, nada garantizaba que quedase alguna cantidad usable o que los tanques del módulo lunar fuesen modificados para que el combustible pudiese ser extraído. En comparación con el coste cero en cuanto a combustible de un rover lunar, el LFV parecía un derroche de masa en la superficie de la Luna. Con todo, el vehículo fue incluido en varios estudios de la NASA.
Finalmente el concepto fue abandonado en favor del rover lunar.